# Xanthorhoe orthogrammaria
Xanthorhoe orthogrammaria là một loài bướm đêm trong họ Geometridae.